# Hochschule für Arbeit, Politik und Wirtschaft
Die Hochschule für Arbeit, Politik und Wirtschaft (Apowi, ab 1956 Hochschule für Sozialwissenschaften) war eine von 1949 bis 1962 bestehende Hochschule mit Sitz in Wilhelmshaven-Rüstersiel.

## Geschichte
Die Errichtung der Hochschule erfolgte im Mai 1949 aufgrund einer Entschließung des Niedersächsischen Landtages vom Dezember 1947. Der Standort Wilhelmshaven wurde gewählt, um die bisherige Garnisonsstadt durch die Ansiedlung neuer Landeseinrichtungen zu unterstützen. Das Angebot der Hochschule richtete sich schwerpunktmäßig an bereits im Beruf stehende Interessenten. Charakteristisch für die Hochschule war der relativ hohe Anteil an Studenten aus Arbeiterkreisen sowie die Einrichtung eines vorgeschalteten Propädeutikums für Bewerber ohne Abitur zur Erlangung der Hochschulreife (aus dem später – nach der Auflösung der Hochschule 1962 – das Oldenburg-Kolleg hervorging). An der Hochschule waren unter acht Professoren gleichzeitig nur wenige hundert Studierende eingeschrieben. Mit der Berufung Wolfgang Abendroths zum Rektor und der Wahl Rüdiger von Tresckows zum AStA-Vorsitzenden sollte ein Zeichen gegen die restaurativen Tendenzen an den Universitäten in Westdeutschland gesetzt werden.
1952 wurde die Hochschule mit Rektoratsverfassung und Habilitations- und Promotionsrecht ausgestattet; sie verlieh den Abschluss als Diplom-Sozialwirt und den Grad eines „Doctor disciplinae politicae“. 1956 erfolgte die Umbenennung in „Hochschule für Sozialwissenschaften“. 
Konservative Politiker und Standesvertreter kritisierten die Apowi jedoch anfangs als „Gewerkschafts-Hochschule“ oder „SPD-Kadettenanstalt“. Ab Mitte der 1950er Jahre änderte sich allerdings durch verschiedene Neuberufungen die politische Ausrichtung der Hochschule. Die Apowi betrieb u. a. ein Institut zum Studium der Sowjetwirtschaft unter dem Volkswirt Friedrich Lenz, das eine Schriftenreihe herausgab.
Die Westdeutsche Rektorenkonferenz weigerte sich, die Einrichtung als eine den Universitäten gleichgestellte Hochschule anzuerkennen. Die Wilhelmshavener bemühten sich daher um eine Eingliederung in die Technische Hochschule Braunschweig oder alternativ um eine Verlagerung nach Bremen, das damals noch keine eigene Hochschule besaß. Als der Wissenschaftsrat 1961 die Neugründung einer norddeutschen Universität vorschlug, wurde zeitweilig auch eine Verlagerung nach Hannover diskutiert. 
Auf Beschluss der Landesregierung wurde die Hochschule schließlich zum 1. April 1962 in die Wirtschafts- und Sozialwissenschaftliche Fakultät der Georg-August-Universität Göttingen eingegliedert; der Standort Wilhelmshaven wurde aufgegeben. Zur akademischen Schlussfeier im Februar 1962 – vor der Eingliederung in die Universität Göttingen – seien die Studenten schwarz gekleidet erschienen, am Portal habe ein Trauerkranz gehangen, so wird berichtet.
Als „Rüstersieler“ ging eine Gruppe von sozialdemokratisch orientierten Ökonomen und Soziologen um den späteren Bundesarbeitsminister Herbert Ehrenberg in die Geschichte der BRD ein, die als Vertreter eines linken Keynesianismus den Sozialstaat mithilfe der Erträge aus dem Wirtschaftswachstum der Nachkriegszeit ausbauen wollten. Neben den Marxisten Wolfgang Abendroth und Werner Hofmann lehrte auch Ernst-Rudolf Huber hier, der wegen seines NS-Engagements nach 1945 Schwierigkeiten hatte, einen Ruf an eine Universität zu erhalten, möglicherweise eine Reaktion auf die Kritik aus konservativen Kreisen an der Hochschule. Studentenpfarrer wurde Reinhard Hübner.

## Hochschuldorf Rüstersiel
Untergebracht war die Hochschule in einer 1935 errichteten und bis 1949 militärisch genutzten Barackensiedlung im Stadtteil Rüstersiel. Nach dem Vorbild US-amerikanischer Colleges sollten Studierende und Dozenten im „Hochschuldorf“ gemeinsam leben und arbeiten. Nach der Schließung der Hochschule wurde das „Hochschuldorf“ zunächst von der Bundesmarine übernommen, später wurden die Gebäude abgerissen und die Flächen lagen längere Zeit brach. Heute befindet sich am früheren Standort der Hochschule ein Wohngebiet. An die Hochschule erinnert dort lediglich noch die Straßenbezeichnung „Am Hochschuldorf“. 

## Bekannte Lehrende
- Wolfgang Abendroth (1906–1985), kommissarischer Rektor 1948–1950
- Rüdiger Altmann (1922–2000)
- Otto Antrick (1909–1984)
- Walter Bogs (1899–1991), 1949–1954, Rektor 1951/52
- Hermann Bollnow (1906–1962), 1952–1962
- Werner Hofmann (1922–1969), 1958–1962
- Ernst Rudolf Huber (1903–1990), 1957–1962
- Horst Jecht (1901–1965), 1949–1951
- Friedrich Lenz (1885–1968), 1949–1962
- Gotthard Paulus (1912–1977), 1951–1957, Rektor 1953/54
- Harry Pross (1923–2010)
- Hans Raupach (1903–1997), 1952–1962, Rektor 1958/59
- Dieter Schewe (1924–2014), Assistent 1949–1954
- Bruno Seidel (1909–1970), 1954–1961, Rektor 1957/58
- Max Ernst zu Solms-Rödelheim (1910–1993), 1949–1962
- Siegfried Wendt (1901–1966), 1954–1962, Rektor 1956/57 u. 1961/62

## Bekannte Studenten
- Alfred Christmann, Chef des Wirtschafts- und Sozialwissenschaftlichen Instituts des DGB
- Herbert Ehrenberg, Bundesarbeitsminister
- Heiko Engelkes, Journalist der ARD
- Karl Wilhelm Fricke, Publizist beim Deutschlandfunk
- Martin Greiffenhagen, Politikwissenschaftler[11]
- Dieter Klink, Präsident der Bremer Bürgerschaft
- Karl Otto Pöhl, Präsident der Deutschen Bundesbank
- Helmut Rohde, Bundesminister für Bildung und Wissenschaft
- Olaf Sund, Berliner Senator für Arbeit und Soziales
- Rüdiger von Tresckow, erster AStA-Vorsitzender der Hochschule, später Geschäftsinhaber der BHF-Bank
- Esther Vilar, Schriftstellerin
- Inge Wettig-Danielmeier, SPD-Politikerin